# Тэйвз, Джонатан
Джо́натан Бра́йан Тэйвз (англ. Jonathan Bryan Toews; род. 29 апреля 1988, Виннипег, Канада) — профессиональный канадский хоккеист, центральный нападающий клуба НХЛ «Виннипег Джетс». Он был выбран «Чикаго» на драфте 2006 года в первом раунде под общим третьим номером. Тэйвз начал свои выступления за «Чикаго» в сезоне 2007/2008 и был номинирован на «Колдер Трофи» как лучший новичок сезона; в следующем сезоне он был назначен капитаном команды, став, таким образом, одним из самых молодых капитанов команд НХЛ за всю её историю.
Тэйвз выступал за сборную Канады на молодёжных чемпионатах мира 2006 и 2007 года, чемпионате мире 2007 года, а также на зимних Олимпийских играх 2010 года, где он был назван лучшим нападающим турнира и стал олимпийским чемпионом. Через 4 года Тэйвз на Олимпийских играх 2014 года забил победный гол в финале против шведов и тем самым помог канадцам защитить титул.
Тэйвз трижды выиграл Кубок Стэнли в составе «Чикаго Блэкхокс» в 2010, 2013 и 2015 годах. Один из восьми хоккеистов за всю историю, кто сумел выиграть олимпийское золото и Кубок Стэнли в один год. Вошёл в «Тройной золотой клуб» 9 июня 2010 года. Один из самых титулованных канадских хоккеистов в истории хоккея. В 2017 году включён в Список 100 величайших игроков НХЛ по версии самой лиги.

## Карьера в НХЛ
Тэйвз, будучи выбранным «Чикаго Блэкхокс» под третьим номером на драфте НХЛ 2006 года, 16 мая 2007 года подписал трёхлетний контракт с «Блэкхокс». Джонатан забросил свою первую шайбу в НХЛ 10 октября 2007 года в матче против «Сан-Хосе Шаркс». В течение сезона 2007/08 Тэйвз и его партнёр по команде Патрик Кейн боролись за лидерство в клубе и за звание лучшего среди новичков по числу заброшенных шайб. В конце сезона Тэйвз, Кейн, а также центральный нападающий «Вашингтон Кэпиталз» Никлас Бэкстрём были номинированы на «Колдер Трофи», который в итоге был присуждён Кейну.
В ходе своего дебютного сезона в декабре 2007 года Тэйвз был назван альтернативным капитаном «ястребов», а 18 июля 2008 года в возрасте 20 лет и 79 дней был назначен капитаном команды. За всю историю НХЛ в более молодом возрасте капитанами своих команд становились только Габриэль Ландэскуг («Колорадо Эвеланш»), Коннор Макдэвид («Эдмонтон Ойлерз»), Сидни Кросби («Питтсбург Пингвинз») и Венсан Лекавалье («Тампа-Бэй Лайтнинг»). В следующем сезоне Джонатан вошёл в состав сборной Запада на матче всех звёзд НХЛ. 27 февраля 2009 года Тэйвз сделал свой первый хет-трик в НХЛ, отправив три шайбы в ворота «Питтсбург Пингвинз». Всего в регулярном чемпионате 2008/09 Тэйвз набрал 69 очков в 82 играх. В рамках розыгрыша Кубка Стэнли 2009 года Джонатан набрал 13 очков в 17 играх, при этом «Чикаго» дошёл до финала Западной конференции, в котором «ястребы» в пяти матчах уступили «Детройт Ред Уингз».
В декабре 2009 года Джонатан Тэйвз подписал с «Чикаго Блэкхокс» пятилетний контракт на сумму $ 6,3 млн за сезон. 7 мая 2010 года Тэйвз в матче против «Ванкувер Кэнакс» сделал свой второй хет-трик за карьеру в НХЛ, отдав также две голевые передачи. 9 июня 2010 года Джонатан выиграл с «Чикаго» Кубок Стэнли, обыграв в 6 матчах «Филадельфию Флайерз». За всю историю НХЛ в более молодом возрасте свою команду к победе в Кубке Стэнли в качестве капитана приводил только Сидни Кросби («Питтсбург Пингвинз», 2009 год). Тэйвз набрал 29 очков в 22 матчах плей-офф и получил «Конн Смайт Трофи». Спустя 3 года он снова поднял Кубок Стэнли над головой.
Летом 2014 года подписал с «Чикаго» контракт на сумму $ 84 млн на 8 лет, который вступил в силу, начиная с сезона 2015/16.
13 апреля 2023 года генеральный менеджер «Чикаго» Кайл Дэвидсон заявил, что клуб не будет подписывать новый контракт с Тэйвзом после истечения соглашения в конце сезона 2022/23.
Всего за «Чикаго» Тэйвз сыграл 1067 матчей и набрал 883 очка (372+511). В плей-офф Тэйвз сыграл 137 матчей и набрал 119 очков (45+74).
20 июня 2025 года подписал однолетний контракт с «Виннипег Джетс»

## Международная карьера
Тэйвз был самым молодым игроком сборной Канады на молодёжном чемпионате мира 2006 года. На турнире Джонатан отметился двумя результативными передачами, а канадцы стали чемпионами, обыграв в финале сборную России со счётом 5:0. В 2007 году Тэйвз выиграл свой второй молодёжный чемпионат мира. В полуфинале против сборной США Джонатан отметился тремя результативными бросками в серии послематчевых буллитов, выведя свою команду в финал. Всего в течение турнира Тэйвз набрал 7 очков и вошёл вместе со своим партнёром по команде вратарём Кэри Прайсом в символическую сборную турнира.
В 2007 году Тэйвз дебютировал на взрослом уровне, приняв участие в чемпионате мира в Москве, набрав 7 очков в 9 матчах. Сборная Канады выиграла золотые медали, победив в финале Финляндию со счётом 4:2. В 2008 году Джонатан был членом своей сборной, которая на чемпионате мира в Квебеке и Галифаксе заняла второе место, уступив в финале сборной России (4:5 ОТ).
30 декабря 2009 года генеральный менеджер сборной Канады Стив Айзерман вызвал Тэйвза и его партнёров Брента Сибрука и Данкана Кита в состав «кленовых листьев» для участия в Олимпиаде-2010. На олимпийском турнире Джонатан набрал 8 очков в 7 матчах, отметился заброшенной шайбой в финале против сборной США, а также был назван лучшим нападающим турнира. Сборная Канады завоевала золотые медали, а Тэйвз, таким образом, стал олимпийским чемпионом. Спустя 4 года на Играх в Сочи Тэйвз стал двукратным олимпийским чемпионом, забросив победную шайбу в финальной игре против Швеции (3:0).

## Достижения

### Командные
- Обладатель Кубка Стэнли: 2010, 2013, 2015 (3)
- Чемпион мира: 2007
- Серебряный призёр ЧМ-2008
- Олимпийский чемпион: 2010, 2014 (2)
- Победитель Молодёжного чемпионата мира 2006 и 2007 года (2)
- Обладатель Кубка мира: 2016

### Личные
- Участник матча всех звёзд НХЛ: 2009, 2011, 2015
- Обладатель «Конн Смайт Трофи»: 2010
- Обладатель «Фрэнк Дж. Селки Трофи»: 2013
- Обладатель «приза Марка Мессье»: 2015
- Лучший нападающий Олимпийского хоккейного турнира: 2010
- Участник символической сборной Олимпийского хоккейного турнира 2010 года
- Участник второй символической сборной всех звёзд НХЛ 2013 года
- Самый молодой капитан в истории «Чикаго Блэкхокс»
- Самый молодой участник «тройного золотого клуба» в истории хоккея

## Статистика
| Легенда | Легенда                    | Легенда | Легенда                   | Легенда | Легенда    |
| ------- | -------------------------- | ------- | ------------------------- | ------- | ---------- |
| И       | Количество проведённых игр | Штр     | Штрафное время            | +/−     | Плюс-минус |
| Г       | Голы                       | П       | Голевые передачи          | О       | Очки       |
| -       | Статистика неизвестна      | —       | Статистика не учитывалась |         |            |